# Stéphane Mallarmé
Stéphane Mallarmé (malarmé), s pravim imenom Étienne Mallarmé, francoski pesnik in kritik, * 18. marec 1842, Pariz, † 10. september 1898, Valvins Francija.

## Življenjepis
Mallarmé se je rodil v Parizu. Po študiju je leta 1863 postal profesor angleščine v manjših francoskih mestih, nazadnje od leta 1871 dalje v Parizu, kjer je nato do smrti živel v ožjem krogu prijateljev in častilcev.

## Dela
Mimo daljših pesniških tekstov, od katerih je najpomembneši Favnovo popoldne (L'Après-midi d'un Faune, 1876) je Mallarméjevo književno delo zbrano v zbirki Verzi in proza (Vers et prose, 1893) in knjgi Blodnja (Divagations, 1897).
Mallarméjeve pesmi so nastajale pod vplivom »parnasovcev« (skupine francoskih pesnikov iz konca 19. stoletja, ki so izdajali almanah Sodobni parnas; bili so nasprotniki romantike in zagovorniki čiste umetnosti) in C. Baudelaira. V zadnjih delih je ustvaril nov tip lirike, ki je najbolj skrajna razvojna stopnja simbolizma. V nasprotju z P. Verlainom, ki mu je pesništvo bilo sredstvo intimne osebne izpovedi, ali A. Rimbaudom, ki je s pomočjo lirike skušal odkriti globljo podzavestno resničnost, je bila Mallarméju lirika razumski in hkrati artistični napor doseči svete Ideje, ki je absolutnost skrita za vsakdanjo resničnostjo. V ta namen je poskušal z novimi jezikovnimi zvezami, skladnjo in prenesenim pomenom, nakazovati neizrazno vsebino absolutne Ideje, ki se izmika vsakdanjemu človeškemu jeziku. Pomembno vlogo naj bi pri tem imeli zlasti glasbena in zvočna stran besed: lirika naj bi postala besedna alkemija in nova religija.
Mallarmé je z deli, še zlasti pa z načeli vplival ne samo na pesništvo svojega časa, ampak tudi na nove struje 20. stoletja.